# Létavértes vasútállomás
Létavértes vasútállomás egy Hajdú-Bihar vármegyei állomás, melyet a MÁV üzemeltetett. A személyszállítás szünetel.

## Áthaladó vasútvonalak
A vasútállomást a következő vasútvonalak érintik:
- Sáránd–Létavértes-vasútvonal

## Kapcsolódó állomások
A vasútállomáshoz az alábbi állomások vannak a legközelebb:
- Monostorpályi megállóhely (Sáránd–Létavértes-vasútvonal)

## Forgalom
A vasútállomáson és a rajta áthaladó vasútvonal egy szakaszán a vasúti forgalom 2009. december 13-a óta szünetel.
Bővebben: 2009-es magyarországi vasútbezárások
Az állomáson 2018. 09. 15-én különvonat járt.

## Megközelítése
A vasútállomás Létavértes északi szélén helyezkedik el, közúti megközelítését a helyi Vasút utca teszi lehetővé.